# Helmut Schödel
Helmut Schödel (* 1950 in Hof) ist ein deutscher Dramaturg, Regisseur und Feuilletonist.

## Leben
Helmut Schödel studierte Germanistik und Anglistik in Würzburg und München. 1975 veröffentlichte er erste Publikationen in Theater heute sowie in der Süddeutschen Zeitung und arbeitete danach für den Bayerischen Rundfunk, den WDR und Radio Bremen. 1976 bis 1997 war er Feuilletonist der Wochenzeitung Die Zeit mit den Schwerpunkten Theater, Literatur und Kino. Zwischen 1995 und 1997 war Helmut Schödel zusätzlich dramaturgischer Berater am Schauspielhaus (Wien). 
1995 und 1996 entwickelte er die Programmkonzeption für die Wiener Festwochen 1996 unter der Intendanz von Nikolaus Bachler („Paralyse - 1000 Jahre Österreich“) sowie in den Jahren 1997 und 1998 für den Steirischen Herbst 98 unter der Intendanz von Christine Frisinghelli („Spielplan - Eine Theatersaison in 14 Tagen“). 1997 erhielt Helmut Schödel einen Lehrauftrag an der Akademie der Bildenden Künste Wien, Bühnenbildklasse Erich Wonder. 
Im Jahr 2002 führte Helmut Schödel Regie am Stadttheater Rabenhof in Wien bei Österreichs größte Entertainer und im gleichen Jahr Regie (gemeinsam mit Heribert Sasse) sowie Dramaturgie am Schlossparktheater in Berlin bei Geschichten aus dem Wienerwald. 
Zwischen 2003 und 2005 war er Professor für Dramaturgie an der Kunstuniversität Mozarteum in Salzburg.

## Auszeichnungen
- 2012: Ben-Witter-Preis

## Bibliografie
- Meine Wut seid Ihr! Unter Dichtern, Huren und im Wald, Kunstmann, München 1993
- Seele brennt. Der Dichter Werner Schwab, Deuticke, Wien 1995
- Paralyse. 1000 Jahre Österreich, Droschl, Graz – 1996
- Ein Staat braucht einen Mörder. Udo Proksch und die ‚Lucona‘-Obsession, Kiepenheuer & Witsch, Köln 1998
- Die Sehnsucht nach der Schande. Zu Hause bei den Neonazis, Goldmann, München 1999
- Klaus Händl: Stücke. Mit einem Nachwort von Helmut Schödel. Literaturverlag Droschl, Graz 2006.
- Der Wind ist ein Wiener. Reportagen für morgen.  Müry Salzmann Verlag, Salzburg 2012
- Die nächsten Jahre der Menschheit. Müry Salzmann Verlag, Salzburg 2013, ISBN 978-3-99014-078-9.
- Seele brennt. Der Dichter Werner Schwab. (Ein Hörbuch) (Herausgeber). Edition Saalenstein Records, Saalenstein 2013, ISBN 978-3-0-0043821-9